# 尼古拉斯·加西亚·博伊西尔
尼古拉斯·加西亚·博伊西尔（西班牙語：Nicolás García Boissier，1995年6月25日—），西班牙男子跳水运动员，2024年跳水大奖赛罗斯托克站男子双人3米跳板银牌得主、2024年世界游泳锦标赛男子双人3米跳板铜牌得主。